# Kowalski
Kowalski este un film românesc din 2014 regizat de Andrei Crețulescu. Rolurile principale au fost interpretate de actorii Andi Vasluianu, Șerban Pavlu, Dorian Boguță.

## Distribuție
Distribuția filmului este alcătuită din:
- Dorian Boguță — Kaminski
- Șerban Pavlu — Kowalski
- Andi Vasluianu — Kopalski
- Rodica Lazăr — Natalia